# Carnival Inspiration (schip, 1996)
De Carnival Inspiration is een cruiseschip van Carnival Cruise Lines en is een schip uit de Fantasy-klasse. Het schip werd geïntroduceerd in 1996. Het werd gebouwd onder de naam Inspiration en voer toen onder Panamese vlag. Het schip maakt 3 tot 4 daagse cruises naar de Westerse Caraïben van Tampa, Florida, maar zal in vanaf december 2011 vertrekken in Long Beach, California. Het is een zusterschip van de Fantasy, de Ecstasy, de Sensation, de Fascination, de Imagination, de Elation en de Paradise.

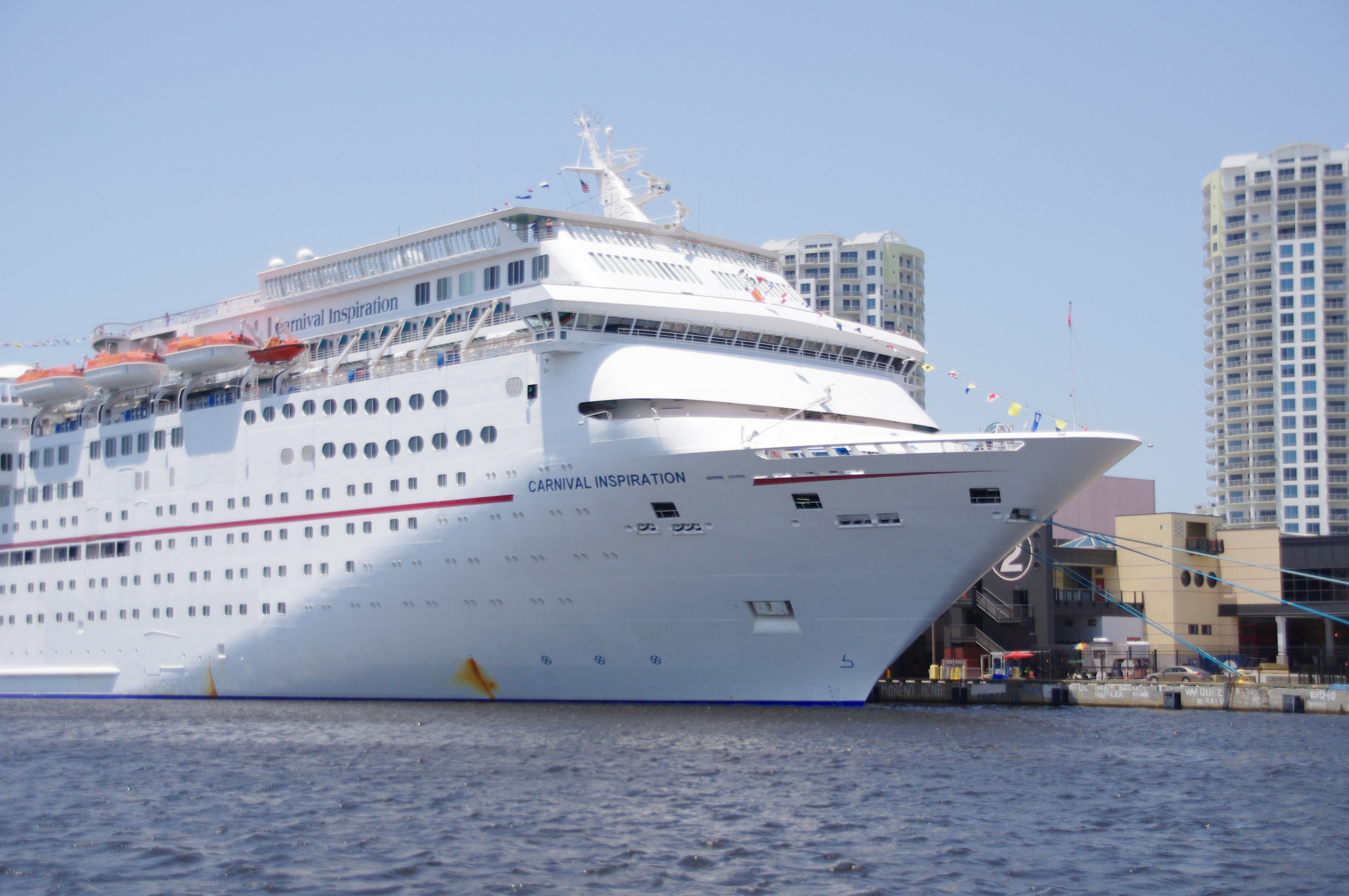
Carnival Inspiration in Tampa Florida

## Evolution of fun
In november 2007 werd het schip in het droogdok gezet en werd het volledig gerenoveerd. Door de grondige renovatie beschikt het schip nu over een compleet ander decor, heringerichte showlounges, bars en publieke plaatsen.